# Patrycja Waszczuk
Patricia Waszczuk (en polonais : Patrycja Waszczuk (née le 17 juin 2003 à Lublin) est une joueuse d'échecs polonaise.

## Palmarès
Patricia Waszczuk remporte plusieurs titres lors de compétitions d'échecs chez les jeunes. Elle remporte notamment le championnat d'Europe d'échecs jeunesse dans la catégorie des filles de moins de 16 ans en 2019. Elle est également championne de Pologne dans la catégorie des filles de moins de 18 ans en 2018.
Lors du championnat de Pologne d'échecs, elle termine à la 7e place en 2020.

## Sanction pour triche
Lors du festival d'échecs d'Ustroń, en Pologne, Patricia Waszczuk est suspectée d'utiliser un téléphone portable dans les toilettes pour améliorer ses performances lors de tournois. En octobre 2020, elle est sanctionnée de deux ans d'interdiction de jouer pour cause de triche par la fédération polonaise des échecs. Elle fait appel de la décision,. 

## Titres internationaux
Patricia Waszczuk devient maître FIDE féminin (MFF) en 2019. Jusqu'alors son meilleur classement Elo est de 2321, obtenu en avril 2020.